# Pierre-André Gloor
Pierre-André Gloor (* 8. August 1922 in Lausanne; † 4. Oktober 1992) war ein Schweizer Psychiater, Psychoanalytiker, Sexualwissenschaftler und Anthropologe.
Gloor war Professor an der Universität Lausanne. Während der 1968er Jahre nahm er an zahlreichen öffentlichen Debatten in der Schweiz teil. Er veröffentlichte Schriften u. a. über Geburtenregelung, Rassismus in der Schweiz, Gleichberechtigung und Alterity.